# بخش مونرو (شهرستان کارول، اوهایو)
بخش مونرو (به انگلیسی: Monroe Township) یک منطقهٔ مسکونی در ایالات متحده آمریکا است که در شهرستان کرول، اوهایو واقع شده‌است.
 بخش مونرو ۶۸٫۵ کیلومتر مربع مساحت و ۲٬۰۷۲ نفر جمعیت دارد و ۳۲۶ متر بالاتر از سطح دریا واقع شده‌است.